# Museo d'arte di Chianciano
Il Museo d'arte di Chianciano è un centro museale d'arte contemporanea e antica che si trova nel centro di Chianciano Terme, in Toscana. Le collezioni del Museo hanno ricevuto riconoscimenti dal mondo dell'arte a livello internazionale, e sono state descritte dal New York Times nel 2009 come "impressionanti", in un articolo che descriveva l'importanza storica delle opere e l'allestimento del museo "intenzionalmente non-lineare".

## Collezioni
Le collezioni del Museo sono divise in cinque sezioni:
- arte contemporanea[5]: il museo espone una notevole collezione di arte contemporanea di varie scuole, che include opere astratte di Tom Nash e Afro, opere realiste di Francis Turner e Gingheng Liu, Art Brut di Albert Louden, opere di Brian Wilshire, e molte altre.
- Arte asiatica[6]: il museo possiede più di 100 pezzi di antica arte asiatica. Il pezzo più antico è un'anfora di 5000 anni in perfette condizioni.
- Disegno[7]: la collezione consiste in lavori eseguiti dal XVI secolo fino ai disegni dei grandi maestri russi del Novecento. Il visitatore potrà ammirare la differenza di tecnica sviluppata negli ultimi cinquecento anni e avvicinarsi ad una disciplina sempre più difficile da trovare. La collezione include opere di: Paolo Veronese, K.Ivanov, Renato Guttuso, Giovanni Domenico Tiepolo e Maximilien Luce. Vi sono inoltre opere di: Albrecht Dürer, Francisco Goya, Rembrandt e Piranesi.
- Opere storiche[8]: il settore dei lavori storici presenta opere che sono state acquisite dalle Case Reali più importanti d'Europa. Sono esposte opere provenienti dalle Collezioni della Casa Reale inglese, italiana, belga e greca. La collezione include opere di Napoleone III, molti altri membri di famiglie reali ed una icona donata da Papa Pio XII alla principessa Margaret d'Inghilterra.
- acqueforti e incisioni[9]: è esposta una collezione di lavori originali, dal 1500 ad oggi, provenienti anche da musei internazionali.

## Biennale di Chianciano
La Biennale di Chianciano è tenuta nel Museo, con partecipanti provenienti da tutto il mondo.